# Bim bim
Bim bim (cách gọi của miền Bắc) hay bánh snack (cách gọi của miền Nam) là một loại thức ăn nhẹ làm bằng bột và gia vị hoặc các loại hạt (như đậu phộng..), được sấy khô đóng bao.
Bim bim có nhiều loại, dựa vào thứ gia vị tẩm bột: bim bim cay, bim bim vị tôm, bim bim vị bò, bim bim vị cua... rất là phong phú và đa dạng. Vị chủ đạo của bim bim là mặn và cay, nhưng cũng có một số loại bim bim ngọt.
Hiện nay có rất nhiều hãng sản xuất bim bim. Món ăn này không chỉ trẻ con mà cả người lớn cũng thích.